# Tensore energia impulso

Le componenti del tensore energia impulso.

Il  tensore energia-impulso, anche detto tensore energia-quantità di moto, è un tensore definito nell'ambito della teoria della relatività. Esso descrive il flusso di energia e quantità di moto associate a un campo.

## Definizione
Il tensore energia impulso è il tensore {\displaystyle T^{ik}} del secondo ordine che fornisce il flusso della componente {\displaystyle i}-esima della quantità di moto attraverso una ipersuperficie {\displaystyle S_{k}} con coordinate {\displaystyle x_{k}} costanti. In relatività generale la quantità di moto è il quadrimpulso {\displaystyle P^{i}}, e dunque:
{\displaystyle P^{i}=\alpha \int T^{ik}dS_{k}}
dove {\displaystyle \alpha } è un termine costante. Eseguendo l'integrale sull'iperpiano {\displaystyle x^{0}={\text{costante}}} si ha l'impulso in tre dimensioni:
{\displaystyle P^{i}=\alpha \int T^{i0}dV}
con {\displaystyle dV} l'elemento di spazio tridimensionale e {\displaystyle dVdt} il volume contenuto in {\displaystyle dS_{k}}.
Le componenti spaziali del tensore sono quindi le componenti tridimensionali dell'impulso classico, mentre la componente temporale è l'energia divisa per la velocità della luce: esso rappresenta il vettore energia-momento totale della regione di spazio a cui è esteso l'integrale.
Il tensore è utilizzato per esprimere la conservazione del quadrimpulso, fornita dall'equazione di continuità:
{\displaystyle {\frac {\partial T_{i}^{k}}{\partial x^{k}}}=0}
Infatti, esso corrisponde alla corrente di Noether associata alle traslazioni nello spaziotempo, e in relatività generale questa quantità agisce come sorgente della curvatura dello spaziotempo. Nello spaziotempo curvo l'integrale spaziale dipende dalla porzione di spazio in generale, e questo significa che non c'è modo di definire un vettore energia-momento globale in uno spaziotempo curvo generale.
Il tensore è inoltre simmetrico:
{\displaystyle T^{ik}=T^{ki}}
e la componente temporale è la densità di massa relativistica {\displaystyle \rho }, cioè la densità di energia divisa per la velocità della luce al quadrato:
{\displaystyle T^{00}=\rho }
Il flusso della massa relativistica attraverso la superficie {\displaystyle x^{i}} è equivalente alla densità dell'i-esima componente della quantità di moto:
{\displaystyle T^{0i}=T^{i0}}
Le componenti spaziali di {\displaystyle T^{ik}} rappresentano dunque il flusso della quantità di moto i-esima attraverso la superficie {\displaystyle x^{k}}. In particolare, {\displaystyle T^{ii}} rappresenta la componente normale della tensione interna, detta pressione quando è indipendente dalla direzione, mentre {\displaystyle T^{ik}} rappresenta lo sforzo di taglio.

## Derivazione
Si consideri un sistema in cui l'azione ha la forma data dall'integrale quadridimensionale:
{\displaystyle S=\int \lambda \left(q,{\frac {\partial q}{\partial x^{i}}},t\right)dVdt=\int \lambda d\Omega }
dove {\displaystyle \lambda } è la densità di lagrangiana relativa all'elemento di volume {\displaystyle dV}, funzione delle coordinate generalizzate, della loro derivata e del tempo. Il principio variazionale di Hamilton stabilisce che il moto di un sistema fisico fra due istanti dello spazio delle configurazioni è tale che l'azione sia stazionaria in corrispondenza della traiettoria del moto per piccole perturbazioni dello stesso, ovvero {\displaystyle \delta {\mathcal {S}}=0}, e quindi:
{\displaystyle {\begin{aligned}\delta S&={\frac {1}{c}}\int \left({\frac {\partial \lambda }{\partial q}}\delta q+{\frac {\partial \lambda }{\partial ({\frac {\partial q}{\partial x^{i}}})}}\delta {\frac {\partial q}{\partial x^{i}}}\right)d\Omega \\&={\frac {1}{c}}\int \left[{\frac {\partial \lambda }{\partial q}}\delta q+{\frac {\partial }{\partial x^{i}}}\left({\frac {\partial \lambda }{\partial ({\frac {\partial q}{\partial x^{i}}})}}\delta q\right)-\delta q{\frac {\partial }{\partial x^{i}}}{\frac {\partial \lambda }{\partial ({\frac {\partial q}{\partial x^{i}}})}}\right]d\Omega \\&=0\end{aligned}}}
Se si applica il teorema di Gauss e si considera l'integrale su tutto lo spazio, il secondo termine si annulla. L'equazione del moto assume allora la forma dell'equazioni di Eulero-Lagrange:
{\displaystyle {\frac {\partial }{\partial x^{i}}}{\frac {\partial \lambda }{\partial ({\frac {\partial q}{\partial x^{i}}})}}-{\frac {\partial \lambda }{\partial q}}=0}
dove l'indice ripetuto implica la sommatoria, secondo la notazione di Einstein. Sostituendo tale espressione all'interno di:
{\displaystyle {\frac {\partial \lambda }{\partial x^{i}}}={\frac {\partial \lambda }{\partial q}}{\frac {\partial q}{\partial x^{i}}}+{\frac {\partial \lambda }{\partial ({\frac {\partial q}{\partial x^{k}}})}}{\frac {\partial }{\partial x^{i}}}\left({\frac {\partial q}{\partial x^{k}}}\right)}
si ottiene:
{\displaystyle {\frac {\partial \lambda }{\partial x^{i}}}={\frac {\partial }{\partial x^{k}}}\left({\frac {\partial \lambda }{\partial ({\frac {\partial q}{\partial x^{k}}})}}\right){\frac {\partial q}{\partial x^{i}}}+{\frac {\partial \lambda }{\partial ({\frac {\partial q}{\partial x^{k}}})}}{\frac {\partial }{\partial x^{k}}}\left({\frac {\partial q}{\partial x^{i}}}\right)={\frac {\partial }{\partial x^{k}}}\left({\frac {\partial q}{\partial x^{i}}}{\frac {\partial \lambda }{\partial ({\frac {\partial q}{\partial x^{k}}})}}\right)}
Dato che {\displaystyle {\frac {\partial \lambda }{\partial x^{i}}}=\delta _{i}^{k}{\frac {\partial \lambda }{\partial x^{k}}}}, si definisce il tensore energia impulso come:
{\displaystyle T_{i}^{k}={\frac {\partial q}{\partial x^{i}}}{\frac {\partial \lambda }{\partial ({\frac {\partial q}{\partial x^{k}}})}}-\delta _{i}^{k}\lambda }
in modo che l'espressione assume la forma:
{\displaystyle {\frac {\partial T_{i}^{k}}{\partial x^{k}}}=0}
Il teorema della divergenza consente di trasformare l'integrale volumetrico di tale derivata in un flusso attraverso la ipersuperficie che delimita il volume:
{\displaystyle \int {\frac {\partial T_{i}^{k}}{\partial x^{k}}}d\Omega =\alpha \int T^{ik}dS_{k}=P^{i}}
dove {\displaystyle P^{i}} è il quadrimpulso del sistema e {\displaystyle \alpha } un termine costante che si pone solitamente pari a {\displaystyle 1/c}: la relazione stabilisce che {\displaystyle P^{i}} si conserva.

## Conservazione dell'energia
Scrivendo in modo esplicito le derivate dell'equazione di continuità {\displaystyle \partial T_{i}^{k}/\partial x^{k}=0} si hanno le espressioni:
{\displaystyle {\frac {1}{c}}{\frac {\partial T^{00}}{\partial t}}+{\frac {\partial T^{0\alpha }}{\partial x^{\alpha }}}=0\qquad {\frac {1}{c}}{\frac {\partial T^{\alpha 0}}{\partial t}}+{\frac {\partial T^{\alpha \beta }}{\partial x^{\beta }}}=0}
Integrando l'equazione a sinistra sul volume {\displaystyle V} e utilizzando il teorema della divergenza si ottiene:
{\displaystyle {\frac {\partial }{\partial t}}\int T^{00}dV=-c\int {\frac {\partial T^{0\alpha }}{\partial x^{\alpha }}}dV=-c\int T^{0\alpha }df_{\alpha }}
Il primo termine è la variazione dell'energia contenuta nel volume {\displaystyle V}, il terzo rappresenta quindi la quantità di energia che fuoriesce dalla superficie che delimita il volume, quantificata come l'integrale su tutta la superficie del flusso infinitesimo attraverso l'elemento di superficie {\displaystyle d\mathbf {f} =(f_{x},f_{y},f_{z})}. In elettrodinamica, la densità del flusso dell'energia associata al campo elettromagnetico è data dal vettore di Poynting.
Applicando il medesimo procedimento alle componenti spaziali del tensore si ottiene l'analoga equazione di continuità per l'impulso: per tale motivo le componenti spaziali del tensore energia-impulso costituiscono il tensore degli sforzi.

## Il tensore energia impulso del campo elettromagnetico
Il tensore energia impulso associato al campo elettromagnetico in un punto-universo privo di carica, detto tensore degli sforzi elettromagnetico, è definito nel sistema internazionale di unità di misura e nello spaziotempo di Minkowski piatto (ossia nell'approssimazione di campo (elettromagnetico e di altra natura) di debole intensità) come:
{\displaystyle T^{\mu \nu }={\frac {1}{\mu _{0}}}[F^{\mu \alpha }F^{\nu }{}_{\alpha }-{\frac {1}{4}}\eta ^{\mu \nu }F_{\alpha \beta }F^{\alpha \beta }]}
dove {\displaystyle F^{\mu \nu }} è il tensore elettromagnetico. La forma matriciale esplicita (tensore simmetrico) è:
{\displaystyle T^{\mu \nu }={\begin{bmatrix}{\frac {1}{2}}(\varepsilon _{0}E^{2}+{\frac {1}{\mu _{0}}}B^{2})&S_{x}/c&S_{y}/c&S_{z}/c\\S_{x}/c&-\sigma _{xx}&-\sigma _{xy}&-\sigma _{xz}\\S_{y}/c&-\sigma _{yx}&-\sigma _{yy}&-\sigma _{yz}\\S_{z}/c&-\sigma _{zx}&-\sigma _{zy}&-\sigma _{zz}\end{bmatrix}}}
dove {\displaystyle {\vec {S}}} è il vettore di Poynting, {\displaystyle \eta _{\mu \nu }} il tensore metrico dello spaziotempo di Minkowski:
{\displaystyle \eta _{\mu \nu }\!={\begin{pmatrix}-1&0&0&0\\0&1&0&0\\0&0&1&0\\0&0&0&1\end{pmatrix}}}
e {\displaystyle \sigma _{ij}} il tensore degli sforzi di Maxwell:
{\displaystyle \sigma _{ij}=\varepsilon _{0}E_{i}E_{j}+{\frac {1}{\mu _{0}}}B_{i}B_{j}-{\frac {1}{2}}\left({\varepsilon _{0}E^{2}+{\frac {1}{\mu _{0}}}B^{2}}\right)\delta _{ij}}
Si noti che {\displaystyle c^{2}={\frac {1}{\varepsilon _{0}\mu _{0}}}} dove c è la velocità della luce.
Il tensore energia-impulso associato al campo elettromagnetico puro in un punto-universo privo di carica in relatività generale entra nell'equazione di campo di Einstein nella quale il tensore energia-impulso deve contenere anche tutte le influenze dovute alla massa e agli altri campi presenti nell'universo.